# Universidad de San Galo
La Universidad de St. Gallen (Alemán: Universität St. Gallen) es una universidad especializada en el negocio, la economía, el derecho, las ciencias sociales y políticas. St. Gallen se conoce comúnmente con las siglas HSG, abreviación de su nombre original en alemán, Handels-Hochschule St. Gallen.
Según ranking internacionales la universidad es considerada una de las mejores escuelas de negocio al nivel mundial. En la región DACH, que incluye Alemania, Austria y Suiza, la Universidad de St. Gallen es conocida como la «Kaderschmiede». Kaderschmiede significa que aquí se forman los «cuadros» o futuros líderes de la economía.

## Organización
La Universidad de St. Gallen se encuentra en Rosenberg, barrio perteneciente a la ciudad suiza de San Galo. Durante el semestre de verano de 2018/19 estaban matriculados en la HSG 8.669 estudiantes, de ellos una cuarta parte procedentes del extranjero.
El Simposio de St. Gallen es una conferencia anual que tiene lugar en la Universidad de San Galo destinada a fomentar el diálogo intergeneracional e intercultural entre los líderes de hoy y de mañana.

## Programas internacionales
St. Gallen está afiliada al CEMS, APSIA y al PIM (Partnership in International Management).
La universidad tiene intercambios académicos con muchas universidades extranjeras reconocidas como: Columbia University, Cornell University, IE University, London School of Economics, National University of Singapore, Tsinghua University. También tiene programas de doble diploma con Bocconi, University Rotterdam, ESADE, Fundação Getúlio Vargas (FGV), HEC Paris, Nanyang Technological University, Science Po Paris, Stockholm School of Economics, Tufts University.

## Acreditaciones
St. Gallen está acreditada por AACSB (The Association to Advance Collegiate Schools of Business), EQUIS (European Quality Improvement System).

## Antiguos alumnos
Algunos antiguos alumnos de la universidad son por ejemplo:
- Ulf Mark Schneider, CEO de Nestlé y antiguo CEO de Fresenius[21]
- Nick Hayek, Jr., CEO de Swatch Group[22]
- Lorenz Habsburg-Lothringen, príncipe de Bélgica[23]
- Paul Achleitner, antiguo Chairman de Deutsche Bank[24]
- Josef Ackermann, antiguo CEO de Deutsche Bank[25]
- Peter Wuffli, antiguo CEO de UBS[26]
- Peter Fankhauser, CEO de Thomas Cook Group[27]
- Christoffel Brändli, antiguo Presidente del Consejo de los Estados de Suiza[28]
- Prince Hans-Adam II, Príncipe Soberano de Liechtenstein[29]
- Martin Blessing, miembra del Executive Board de UBS Group y antiguo CEO de Commerzbank[30]
- Valentin Stalf, fundador y CEO de N26 Bank[31]
- Daniel Risch, antiguo primer ministro de Liechtenstein[32]
- Adrian Hasler, antiguo primer ministro de Liechtenstein[33]
- Klaus Tschütscher, antiguo primer ministro de Liechtenstein[34]
- Hans-Rudolf Merz, hombre político suizo[35]
- Peter Spuhler, hombre político suizo y CEO de Stadler Rail[36][37]
- Arnold Koller, antiguo miembro y Presidente de la Confederación Suiza[38][39]
- Georges Kern, CEO de Breitling S.A. y antiguo CEO de International Watch Company[40][41]
- Peer M. Schatz, CEO de Qiagen[42]
- Alex Widmer, antiguo CEO de Julius Baer Group[43]
- Walter Kielholz, antiguo CEO de Swiss Re[44]
- Othmar Karas, Diputado al Parlamento Europeo[45]
- Georg Schaeffler, proprietario de Schaeffler Group[46][47]